# Synagoge aan de Carpentierstraat
De synagoge aan de De Carpentierstraat, ook bekend als de Bezuidenhout-synagoge, was een voormalige synagoge van de Nederlands Israëlitische Gemeente, gelegen aan de 2e De Carpentierstraat in het Bezuidenhout in Den Haag. 

## Geschiedenis
In 1936 besloot de kerkeraad van de Nederlands Israëlitische Gemeente een synagoge te bouwen op de hoek van de De Carpentierstraat en de Abraham Patrasstraat. Het ontwerp was van de architecten Jacobus Baars en Jonas Hegt. In het gebouw werden gebrandschilderde ramen geplaatst, vervaardigd door het atelier van Willem Bogtman naar ontwerp van Leonard Pinkhof. De bouw werd in januari 1938 voltooid en het gebouw werd in gebruik genomen als synagoge.
Na de Tweede Wereldoorlog werd het gebouw in 1945 heringewijd als synagoge. Door de Jodenvervolging tijdens de Tweede Wereldoorlog was de Haagse Joodse gemeenschap met negentig procent gereduceerd, wat ertoe leidde dat de synagoge niet langer in stand kon worden gehouden. Het gebouw werd vervolgens verhuurd aan de Vereniging van Vrijzinnig Hervormden. In 1959 werd het verkocht en omgevormd tot de bioscoop Du Midi. Het gebouw werd in 1994 gesloopt. De synagoge aan de Wagenstraat is eveneens na de oorlog verkocht.